# كزافييه كون
كزافييه كون (بالفرنسية: Xavier Kuhn)‏ هو متزحلق حر فرنسي، ولد في 4 أغسطس 1978 في سيليستات في فرنسا.

## وصلات خارجية
- كزافييه كون على موقع الاتحاد الدولي للتزلج (التزلج على المنحدرات الثلجية) (الإنجليزية)
- كزافييه كون على موقع الاتحاد الدولي للتزلج (التزلج الحر) (الإنجليزية)
- كزافييه كون على موقع أوليمبيديا (الإنجليزية)
- كزافييه كون على موقع اللجنة الأولمبية الفرنسية (مؤرشف) (الفرنسية)